# Малая Волосянка
Малая Волосянка (укр. Мала Волосянка) — село в Турковской городской общине Самборского района Львовской области Украины.
Население по переписи 2001 года составляло 346 человек. Занимает площадь 0,5 км². Почтовый индекс — 82522. Телефонный код — 3269.